# България (Анди)
Вижте пояснителната страница за други значения на България.
България е скалист връх с височина 5120 m в планина Чампара, част от Андите. Намира се на територията на Перу.
Върхът е изкачен за първи път на 25 юли 1984 г. от алпинистите Наско Ламбов, Кънчо Матеев, Радослав Славов, Пламен Петров, Николай Недев и Сандю Бешев. Именуван е в чест на България. На скалата е закрепена метална пластика с надпис: „Варненска алпийска експедиция – „Перуански Анди '84“.